# Brandsfjorden
Brandsfjorden er en fjord i Roan kommune i Trøndelag fylke i Norge. Fjorden går 9,5 kilometer mod sydøst til Straum i bunden af fjorden. Fjorden har indløb mellem øen Terningen i syd og Kvassholmen ved Storvika i nord. Øst for Terningen ligger Spælodden og mellem disse går Hellfjorden mod syd. Fjorden går sydøst til bygden Hofstad og der svinger fjorden mod syd. Inderst i fjorden stikker den lange og smalle Minusodden  ud mod nord i fjorden. På østsiden ligger bebyggelsen  Straum, mens Einarsdalen ligger på vestsiden.
Fylkesvej 14 går langs syd og vestsiden af fjorden.